# Hundstock
De Hundstock is een bergtop in het Zwitserse kanton Uri met een hoogte van 2213 meter. De berg ligt ongeveer een kilometer ten westen van het stuwmeer van Spilau.